# Anochetus rufus
Anochetus rufus é uma espécie de formiga do gênero Anochetus, pertencente à subfamília Ponerinae.